# 死者からの手紙
『死者からの手紙』（ししゃからのてがみ）は、エミール・ゾラの小説｢テレーズ・ラカン｣を原作とし、2001年6月9日と同年11月29日にNHKのBSハイビジョンで放送されたHVサスペンス枠の作品。

## キャスト
- 立花香織：風吹ジュン
- 立花康彦：國村隼
- 佐伯陽子：宮崎優子
- 陽子の母：高林由紀子、根岸季衣
- 陽子の父：奥村公延
- 立花春子：岡田茉莉子
- 岬一馬：伊達建士
- 法律事務所の事務員：小林麻子、銀粉蝶
- 田中修一：小倉久寛
- 陣内幹夫：村上弘明

## スタッフ
- 脚本:岩松了
- プロデューサー:池端俊二
- 制作統括:小松隆一、土屋秀夫、竹内豊
- 演出:渡邊孝好
- 音楽:岩代太郎
- 共同制作:NHKエンタープライズ21、ケイファクトリー
- 制作著作:NHK